# Puente de arco articulado

A) Arco rígido B) Arco articulado en la clave C) Arco biarticulado (en los arranques)
D) Arco triarticulado (clave y arranques)

Un puente de arco articulado se caracteriza por disponer de rótulas, unos elementos mecánicos que permiten girar libremente y de forma coplanaria distintas partes de la estructura conectadas entre sí. Las clases más comunes son el puente biarticulado en los arranques y el puente triarticulado con una rótula adicional en la clave del arco; aunque también existen versiones con una sola articulación en la clave del arco. Las rótulas en los arranques evitan que los momentos flectores se transfieran a los pilares del puente. Un puente triarticulado es isostático, mientras que los otros tipos no lo son.

## Descripción

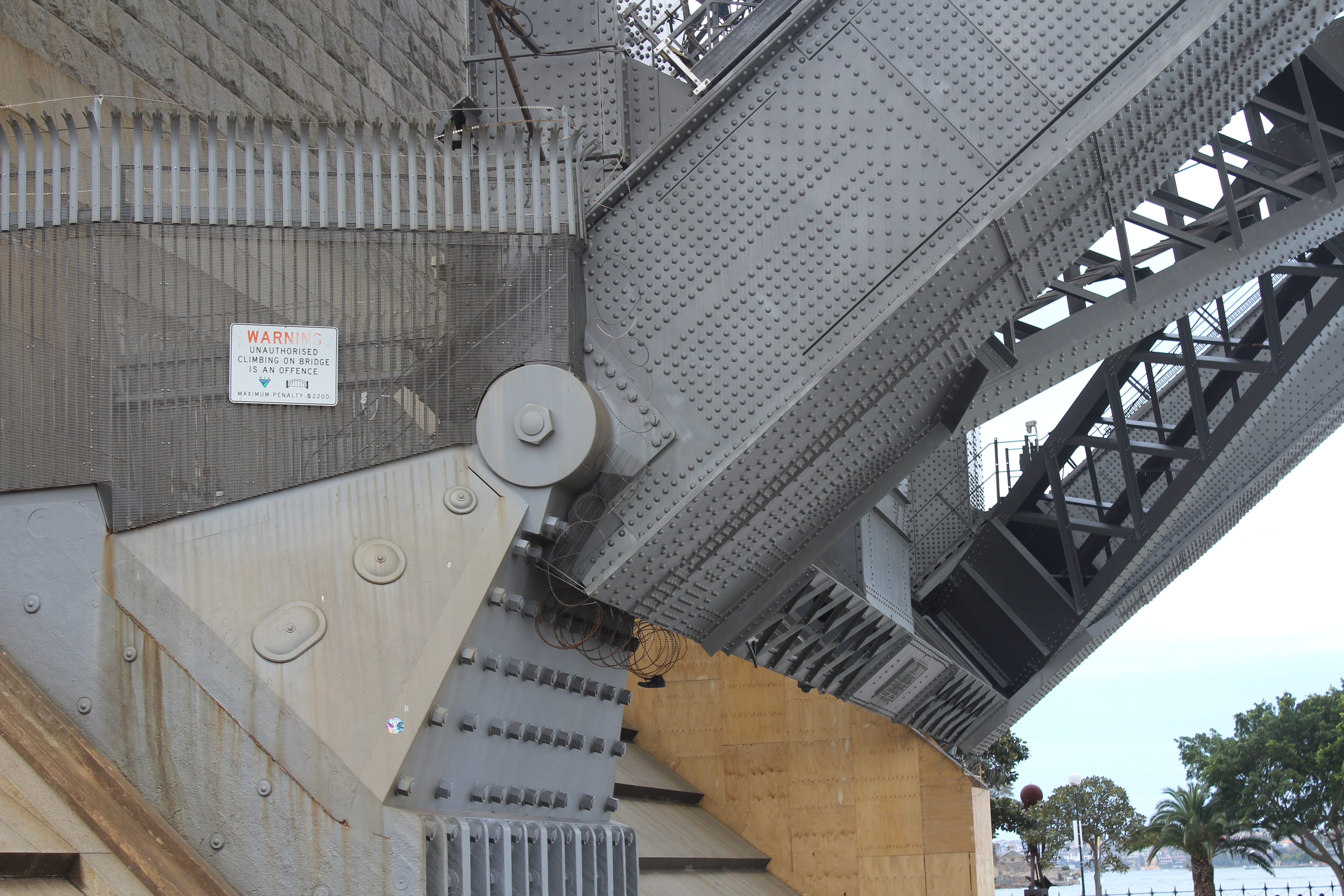
Articulación en uno de los puntos de apoyo del puente de la bahía de Sídney, un arco biarticulado de 504 m de luz construido en 1925.

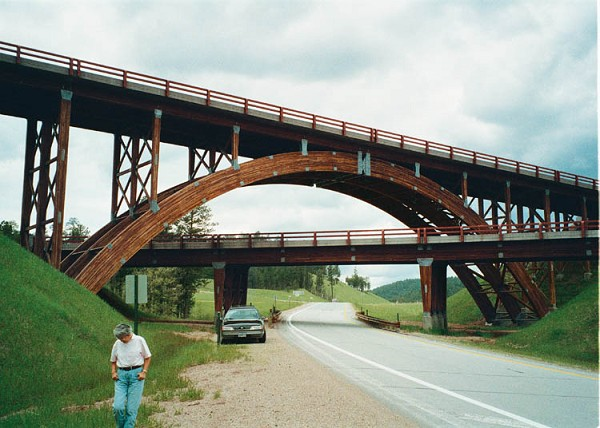
Puente de arco de madera laminada, con una articulación central claramente visible

Un puente de arco fijo, es decir sin rótulas, ejerce un momento flector en los estribos y las tensiones provocadas por el cambio de temperatura o retracción del hormigón deben ser absorbidas por el arco. Un arco de dos bisagras tiene una bisagra en la base de cada arco (el punto de resorte), mientras que un arco de tres bisagras tiene una tercera bisagra en la corona del arco.
En un puente de arco biarticulado no se transfieren momentos flectores a los pilares, debido a la presencia de las rótulas. Un cambio en la posición relativa de los pilares puede provocar un cambio en la carga de empuje ejercida por el arco sobre los pilares. La adición de una tercera articulación en la clave, que permite la rotación de los miembros del arco, significa que las fuerzas de empuje y corte ejercidas sobre los estribos no se ven afectadas por pequeños movimientos en ninguno de los estribos. Los puentes de arco triarticulado se utilizan, por lo tanto, cuando existe la posibilidad de un asentamiento desigual de los pilares. También se construyeron puentes de arco de una sola rótula situada en la clave, aunque en cantidades relativamente pequeñas en comparación con los otros tipos.
Un puente con tres articulaciones es isostático, es decir, no presenta grado alguno de hiperestaticidad; un puente con dos articulaciones es estáticamente indeterminado con un grado de libertad, mientras que un puente de arco fijo es indeterminado con tres grados de libertad.

## Historia
Los primeros puentes de arco eran arcos fijos, aunque el puente de arco tesado, en el que el tablero (o bien un cable o una cadena) restringe el desplazamiento de los extremos del arco, se introdujo en la década de 1870. El puente de dos rótulas fue desarrollado por los ingenieros Couche y Salle en 1858 para un puente de hierro forjado que lleva la línea de ferrocarril París-Creil a través del Canal de Saint-Denis. Habían intentado introducir una tercera rótula en la clave, pero no lo consiguieron porque el espesor del arco era insuficiente.
Los puentes articulados eran populares entre las empresas ferroviarias, que a menudo tenían la necesidad de construir grandes puentes. El puente Arco de Bellows Falls (Nueva Inglaterra), construido en 1905, es un ejemplo particularmente grande de un puente de arco triarticulado. Con una longitud de 540 pies (164,6 m), fue el más largo de Estados Unidos cuando se construyó. El puente de Hennepin Avenue, construido en 1888 en Minneapolis, era inusual porque se trata de una estructura tanto biarticulada como triarticulada. El puente se dividió longitudinalmente, y las dos mitades fueron construidas por diferentes empresas. Las nervaduras del arco norte tienen tres rótulas, mientras que las nervaduras del arco sur tienen tan solo dos. Los puentes de arco triarticulados siguen siendo populares en la ingeniería civil moderna.